# Edward Herrera
Edward Herrera (*Pietà, Malta, 14 de julio de 1986) es un futbolista internacional maltés. Se desempeña en posición de lateral izquierdo y actualmente juega en el Żejtun Corinthians FC que milita en la Premier League de Malta.

## Selección nacional
Ha sido internacional con la Selección de fútbol de Malta en 19 ocasiones.

### Goles como internacional
| # | Fecha      | Lugar           | Rival    | Gol | Resultado | Competición                                                  |
| - | ---------- | --------------- | -------- | --- | --------- | ------------------------------------------------------------ |
| 1 | 10-09-2013 | Ta' Qali, Malta | Bulgaria | 1-2 | 1-2       | Clasificación de UEFA para la Copa Mundial de Fútbol de 2014 |

## Clubes
| Club               | País  | Años          |
| ------------------ | ----- | ------------- |
| Melita             | Malta | 2003-2006     |
| Pietà Hotspurs     | Malta | 2006-2008     |
| Hibernians         | Malta | 2008-2012     |
| Birkirkara         | Malta | 2012-2018     |
| Floriana           | Malta | 2019          |
| Sirens FC          | Malta | 2020          |
| Żejtun Corinthians | Malta | 2020-presente |

## Palmarés

### Campeonatos nacionales
| Título                  | Club                           | País  | Temporada |
| ----------------------- | ------------------------------ | ----- | --------- |
| Premier League de Malta | Paola Hibernians Football Club | Malta | 2008/09   |